# Requiem voor Nietzsche
Requiem voor Nietzsche is een compositie van Vagn Holmboe.
Holmboe schreef geen requiem in misvorm. Het Requiem voor Friedrich Nietzsche is een toonzetting van een aantal gedichten van de Deense dichter Thorkild Bjørnvig, die buiten Denemarken nauwelijks bekendheid geniet. De samenwerking kwam tot stand toen zij beiden werkten aan de cantate ter gelegenheid van een jubileum aan de Universiteit van Århus, waarbij bleek dat ze gelijkgestemden waren. Bjørnvig gaf in 1959 een bundel uit van elf sonnetten onder de gezamenlijke titel "Nietzsche" in de bundel Figur og gild. Bjørnvig probeerde Nietzsches gedachten op papier te zetten bij de problemen die hij gedurende zijn leven tegenkwam.  Holmboe schreef in dit werk muziek die leunde tegen de avant-gardemuziek terwijl hij daar normaliter geen gebruik van maakte. Zo zijn er bijvoorbeeld clusters te horen en schrijft hij allerlei stemgebruiken voor van fluisteren tot schreeuwen. Het werk kwam in vijf delen:
1. Eerste deel
  1. Forspil i Ørken (prelude in de woestijn, een weergave van de strijd van elke kunstenaar om aan iets nieuws te beginnen)
  2. Basel (Nietzsches studies in Bazel van het werk van Richard Wagner, er is een fragment te horen uit diens Tristan und Isolde)
2. Tweede deel
  1. Vennerne (Vrienden)
  2. Sils Maria  (Nietzsches werk in Sils Maria aan zijn Also sprach Zarathustra)
  3. Den tredie Fristelse (De derde verleiding, omarming van een afgeranseld paard vlak voordat hij instortte)
3. Derde deel
  1. Øjeblikket (Het moment: Neitzsche: God is dood)
  2. Gondolsang (Stemmingswisselingen vergeleken met de Gondellied)
  3. Jena (Nietzsche vindt zichzelf geen Nietzsche meer)
4. Vierde deel
  1. Ecce homo (laatste geschrift van Nietzsche)
  2. Weimar (verwijzing naar de zuster van Nietzsche die daar leefde en hem zijn laatste jaren verzorgde)
5. Vijfde deel
  1. Asgaardreien

De eerste uitvoering vond plaats op 26 november 1964.
Orkestratie:
- tenor, bariton
- gemengd koor
- 3 dwarsfluiten, 3 hobo’s, 3 klarinetten, 2 fagotten
- 4 hoorns, 3 trompetten, 3 trombones, 1 tuba
- pauken, 5 man/vrouw percussie, harp, celesta
- violen, altviolen, celli, contrabassen